# Euplectromorpha conjuncta
Euplectromorpha conjuncta är en stekelart som beskrevs av Zhu och Huang 2001. Euplectromorpha conjuncta ingår i släktet Euplectromorpha och familjen finglanssteklar. Inga underarter finns listade i Catalogue of Life.